# Průmyslová zóna Krupka
Průmyslová zóna Krupka se nachází v obvodu města Krupka, okres Teplice, Ústecký kraj.
Cílem výstavby zóny byl přílev investorů do této oblasti Podkrušnohoří a změna struktury průmyslu dosud orientovaného především na těžbu uhlí a energetiku a především vytvořit nové pracovní příležitosti pro obyvatele regionu.
Jako vhodná lokalita byly vytipovány pozemky nacházející se v katastru městských částí Krupky a to Nových Modlanech, Soběchlebech a Bohosudově. Ty byly v minulosti postiženy těžbou a průmyslovou činností z konce 19. století a první poloviny 20. století. Město Krupka v této lokalitě vlastnilo pouze jednu čtvrtinu pozemků. Ostatní byly ve vlastnictví soukromých osob a státu. Ke sjednocení pozemků a jejich zainvestování byl vybrán za pomoci Agentury CzechInvest investor této zóny.
Výsledkem dohody Města Krupka a vybraného privátního developera, firmy Investorsko inženýrská a. s. Liberec, byl projekt na realizaci průmyslové zóny o celkové ploše 77 hektarů. Tato zóna byla určena pro provozování výroby, montáže a kompletace strojírenského, automobilového, textilního a elektrotechnického průmyslu a výstavbu objektů s podpůrným významem výrobně-montážních provozů (sklady, administrativní budovy, infrastruktura).
Za účasti zástupců Města Krupka, státní i regionální správy a ministerstev, byla v dopoledních hodinách dne 10. června 2003 slavnostním symbolickým poklepáním na základní kámen zahájena samotná výstavba Průmyslové zóny Krupka.
Po vybudování veškerých páteřních inženýrských sítí, rozvodny elektrické energie a dopravního napojení, se položením základního kamene dne 18.5.2004 usídlil v průmyslové zóně první investor – společnost Auto-Kabel Krupka, s. r. o.

## Část 1 – Sever
- Tivall CZ[1]
- Toyota Logistics Services Czech[2]
- Yusen Logistics

## Část 2 – Pod tratí
- Auto-Kabel
- FRK Technik
- Knauf Insulation[3]

## Část 3 – CTPark Teplice
- Coca-Cola HBC Česká republika
- CzechPak Manufacturing (vyrábí sladidla Canderel)
- DHL Express Czech Republic
- Elba Buerosysteme (kancelářské pořadače)
- Impulse Logistics s.r.o. (4PL - logistické služby)
- Personna International (holicí systémy)
- PPL CZ

## Ocenění zóny
Průmyslová zóna Krupka byla dne 12. října 2006 vyhlášena na VI. ročníku „Průmyslová zóna roku“, který pod záštitou Ministerstva průmyslu a obchodu ČR pořádá Sdružení pro zahraniční investice – AFI a Agentura CzechInvest, vítězem v kategorii Průmyslová zóna s největším ekonomickým přínosem roku 2005.